# Septième amendement de la Constitution des États-Unis

La Déclaration des droits.

Le 7e amendement de la Constitution des États-Unis d'Amérique codifie le droit à un procès devant un jury pour certaines affaires civiles.

## Texte
Le texte du septième amendement est le suivant :
« In Suits at common law, where the value in controversy shall exceed twenty dollars, the right of trial by jury shall be preserved, and no fact tried by a jury, shall be otherwise re-examined in any Court of the United States, than according to the rules of the common law. »
« Dans les procès de droit commun où la valeur en litige excédera vingt dollars, le droit au jugement par un jury sera observé, et aucun fait jugé par un jury ne sera examiné de nouveau dans une cour des États-Unis autrement que selon les règles de droit commun. »